# Мајкл Портило
Мајкл Дензил Завијер Портило (енгл. Michael Denzil Xavier Portillo; Хартфордшир, 26. мај 1953) је британски новинар, радиодифузер, бивши политичар Конзервативне партије и министар. Портило је прво био изабран за члана Доњег дома у додатним изборима 1984. година; велики је обожаватељ Маргарет Тачер. Портило је служио као млађи министар Тачеровој и Џону Мејџору, пре уласка у владу 1992. година. Као секретар одбране, извршио је притисак да се следи Тачерова ,"чиста, плава вода“, одвајање политике конзервативаца из Лабуристичке партије.
Портило је 1997. неочекивано изгубио на Enfield Southgate општим изборима; политички коментатори су веровали да би био изабран за конзервативног лидера. Руководио је партијом до 2001, Портило је заузео треће место, иза Ијана Данкана Смита и Кенета Кларка. Портило се повукао из Доњег дома 2005. на општим изборима, и од тада следи своје медијске интересе, представљање широком спектру телевизије и радио програма.

## Младост и каријера
Портило је рођен у Бушеју, син протераног шпанског републиканца , Луиса Габриела Портиља (1907—1993) и шкотске мајке, Коре (рођене Блајт). Велику славу постигао је 1961. године када је Портило глумио у телевизијској реклами за Рибена, пиће од црне рибизле. Школовао се у Станберн основној школи у Станмору, Мидлсекс, и Хароу Каунти школи за момке, а затим добија стипендију за Питерхаус, Кембриџ, где се среће са Морисом Каулингом.
Портило је дипломирао 1975. године са степеном прве класе за историју. Он се придружио одељењу конзервативних истраживања 1976 година. Након Конзервативне победе 1979. године постао је владин саветник. Портило је у браку са Каролајн Иди од 1982. година.

## Народни посланик
Портило се вратио саветодавном раду за владу а децембра 1984 године је стајао за и победио Enfield Southgate на додатним изборима након убиства Ентонија Берија, у бомбашком нападу на ИРА-у на Гранд хотел у Брајтону.
Портило је остао на Enfield Southgate седишту до 1997 година. Прво је то био Парламентарно приватни секретар Џона Мура, а затим асистент. 1987. године је био проглашен за подсекретара социјалне заштите, а 1988. година је добио своје прво министарско место као државни министар за транспорт. Тврдио је да је „спасавање Карлајл железнице било његово највеће достигнуће у политици“. Његов успон је наставио са Џоном Мејџором, који је био проглашен за министра владе као главни секретар Министарства финансија (1992), и признат на Крунском савету исте године.Његов углед је довео до велике пажње медија укључујући “Приватно око”, које му се подсмевало.

## Чланство
Партија је имала 193.961 чланова 31. децембра 2010. године, према подацима поднесеним изборној комисији, што било повећање од 156.205 чланова из предних година. Те године приход је био близу 36.000.000 фунти (4.900.000 фунти од чланарине) и трошак око 34.000.000 £, за општинске изборе те године.
Много година политика партије није дозвољавала житељима Северне Ирске да се пријаве за чланство.2003. године на конференцији Лабуристичке партије прихваћени су правни савети и то да партија не може да предложи да забрани спајање житеља провинција и иако Национални извршни штаб има успостављену регионалну изборну јединицу, партија није имала договор у тој регији.

## Литературa
- Gove, Michael (1995). Michael Portillo: The Future of the Right. Fourth Estate. ISBN 978-1-85702-335-0.
- Michael Gove (2000). Michael Portillo. Fourth Estate. ISBN 978-1-84115-363-6.